# Джейкоб Пітерс (плавець)
Джейкоб Пітерс (англ. Jacob Peters, 20 серпня 2000) — британський плавець.
Чемпіон Європи з водних видів спорту 2018 року.